# Joshua Navarro
Joshua Navarro Sandí (San Isidro de El General, Costa Rica, 11 de marzo de 1999) es un futbolista costarricense que juega como extremo izquierdo en el Club Sport Herediano de la Primera División de Costa Rica.

## Trayectoria

### Municipal Pérez Zeledón
Debutó con el club Municipal Pérez Zeledón contra el Guadalupe F. C., el 22 de julio de 2018, Joshua apareció en la alineación titular de su equipo, en el que llegó a disputar 68 minutos en el partido, con una derrota en el marcador 0-1. Disputó 4 partidos en su primera temporada profesional con los guerreros del sur.
En el Torneo Clausura, en la fecha 21, marcó su primer doblete con el Municipal Pérez Zeledón a los minutos 12 y 46, contra La U Universitarios, al minuto 88, Joshua salió del terreno de juego, finalizado el partido, el Municipal Pérez Zeledón venció a La U Universitarios con el marcador 3-2. Disputó 30 partidos, anotando 7 goles en total de temporada 2019-20, siendo esta sus mejores experiencias como jugador juvenil.

### Forge F. C.
Fue enviado al Forge F. C., club que disputa la Canadian Premier League. El 11 de julio de 2021, realiza su debut en la fecha tres del torneo, enfrentándose ante Valour FC, ingresando de cambio al minuto 78, con un sabor amargo a derrota ya que el encuentro finalizó en el marcador 0-1. Realizó sus primeros goles con el club en la fecha 19, contra el York United F. C., en el que Joshua apareció en la alineación titular, marcando su primer doblete con el club, los goles fueron dados a los minutos 3 y 15, teniendo el marcador 2-0, Joshua fue sustituido al minuto 88, finalizado el encuentro, el club Forge F. C. venció ante York United F. C. con el marcador 4-1.
Debutó en los play-off para definir el campeón de la liga canadiense, enfrentándose al York United F. C., apareciendo en la alineación titular, al minuto 66, Joshua realizaba una anotación que ponía a su equipo en el marcador 2-1 a favor, finalizado el encuentro Joshua avanzaba a la final con el marcador 3-1 a favor, junto a su equipo, el Forge F. C.. En la final, apareció en el banco de suplencia contra Pacific F. C., ingresando al terreno de juego al minuto 76, al pitazo final, el equipo de Joshua cayó en la mínima por marcador 0-1, perdiendo la oportunidad de alzar el trofeo de la liga canadiense.

### Municipal Pérez Zeledón
Después de una excelente participación a préstamo con el Forge F. C., Joshua se devolvió a Costa Rica con el equipo dueño de su ficha, el Municipal Pérez Zeledón.
Debutó en el Torneo de Copa de Costa Rica el 18 de noviembre de 2022, contra el Sporting F. C., teniendo una participación de 62 minutos, siendo derrotados en el marcador 1-0. En el segundo partido, Navarro disputó los 90 minutos, siendo derrotados en el marcador 1-4, mientras en el marcador global eran eliminados por 1-5.

### L. D. Alajuelense
El 7 de junio de 2023, se oficializó la llegada a la L. D. Alajuelense por un contrato hasta 2025. El 5 de agosto se dio el debut contra el Sporting F. C. en el que disputó la totalidad de minutos por el empate 0-0.
El 18 de noviembre de 2023, Navarro disputó el Torneo de Copa de Costa Rica contra el Deportivo Saprissa, disputando la totalidad de minutos en la victoria 2-0, coronándose campeón de la copa.
El 5 de diciembre de 2023, Navarro se coronó campeón en el debut internacional de la Copa Centroamericana de Concacaf tras derrotar al Real Estelí F. C. por el marcador global 4-1.
C. S. HEREDIANO
El 29 de mayo de 2025 es anunciado como nuevo jugador del vigente bicampeón costarricense con un contrato por dos años.

## Selección nacional

### Categorías inferiores
Disputó el Campeonato Sub-20 de la Concacaf de 2018 representando a la Selección sub-20 de Costa Rica para lograr buscar la clasificación a la Copa Mundial Sub-20 de 2019. Disputó 2 partidos en el grupo E, en la segunda fecha del torneo, apareció en la alineación titular contra la selección de Barbados, al minuto 46 fue sustituido, con victoria para Costa Rica, venciendo a Barbados con el marcador 0-2. En la fecha cuatro del torneo, se enfrentaban ante la selección de Santa Lucía, en el que ingresó al terreno de juego al minuto 66, al minuto 90, Navarro anotó el gol que fulminaba totalmente a la selección de Santa Lucía, dejando el marcador con goleada de 6-0 a favor de la Selección de Costa Rica. La selección de Costa Rica quedó eliminada del Campeonato Sub-20 de la Concacaf de 2018 sin poder lograr buscar un boleto a la Copa Mundial Sub-20 de 2019.

#### Participaciones internacionales
| Competición                           | Sede           | Resultado | Partidos | Goles |
| ------------------------------------- | -------------- | --------- | -------- | ----- |
| Campeonato Sub-20 de la Concacaf 2018 | Estados Unidos | Eliminado | 2        | 1     |

## Estadísticas

### Clubes
Actualizado al último partido jugado el 16 de febrero de 2024.
| Club                           | Div.          | Temporada     | Liga  | Liga  | Liga   | Copas nacionales | Copas nacionales | Copas nacionales | Copas internacionales | Copas internacionales | Copas internacionales | Total | Total | Total  |
| Club                           | Div.          | Temporada     | Part. | Goles | Asist. | Part.            | Goles            | Asist.           | Part.                 | Goles                 | Asist.                | Part. | Goles | Asist. |
| ------------------------------ | ------------- | ------------- | ----- | ----- | ------ | ---------------- | ---------------- | ---------------- | --------------------- | --------------------- | --------------------- | ----- | ----- | ------ |
| Pérez Zeledón · Costa Rica     |               |               |       |       |        |                  |                  |                  |                       |                       |                       |       |       |        |
| 1.ª                            | 2018-19       | 4             | 0     | 0     | —      | —                | —                | —                | —                     | —                     | 4                     | 0     | 0     |        |
| 1.ª                            | 2019-20       | 30            | 7     | 0     | —      | —                | —                | —                | —                     | —                     | 30                    | 7     | 0     |        |
| 1.ª                            | 2020-21       | 28            | 3     | 4     | —      | —                | —                | —                | —                     | —                     | 28                    | 3     | 4     |        |
| Total club                     | Total club    | 62            | 10    | 4     | 0      | 0                | 0                | 0                | 0                     | 0                     | 62                    | 10    | 4     |        |
| Forge F. C. · Canadá           |               |               |       |       |        |                  |                  |                  |                       |                       |                       |       |       |        |
| 1.ª                            | 2021          | 22            | 3     | 0     | 2      | 0                | 0                | 8                | 3                     | 2                     | 32                    | 6     | 2     |        |
| Total club                     | Total club    | 22            | 3     | 0     | 2      | 0                | 0                | 8                | 3                     | 2                     | 32                    | 6     | 2     |        |
| Pérez Zeledón · Costa Rica     |               |               |       |       |        |                  |                  |                  |                       |                       |                       |       |       |        |
| 1.ª                            | 2021-22       | 20            | 2     | 2     | —      | —                | —                | —                | —                     | —                     | 20                    | 2     | 2     |        |
| 1.ª                            | 2022-23       | 32            | 4     | 0     | 2      | 0                | 0                | —                | —                     | —                     | 34                    | 4     | 0     |        |
| Total club                     | Total club    | 52            | 6     | 2     | 2      | 0                | 0                | 0                | 0                     | 0                     | 54                    | 6     | 2     |        |
| L. D. Alajuelense · Costa Rica |               |               |       |       |        |                  |                  |                  |                       |                       |                       |       |       |        |
| 1.ª                            | 2023-24       | 27            | 4     | 3     | 3      | 1                | 0                | 10               | 3                     | 4                     | 40                    | 8     | 7     |        |
| Total club                     | Total club    | 27            | 4     | 3     | 3      | 1                | 0                | 10               | 3                     | 4                     | 40                    | 8     | 7     |        |
| Total carrera                  | Total carrera | Total carrera | 163   | 23    | 9      | 7                | 1                | 0                | 18                    | 6                     | 6                     | 188   | 30    | 15     |
| 1. 2. Fuente:Transfermarkt     |               |               |       |       |        |                  |                  |                  |                       |                       |                       |       |       |        |

## Palmarés

### Títulos nacionales
| Título                       | Club              | País       | Año  |
| ---------------------------- | ----------------- | ---------- | ---- |
| Torneo de Copa de Costa Rica | L. D. Alajuelense | Costa Rica | 2023 |

### Títulos internacionales
| Título                           | Equipo            | Sede     | Año  |
| -------------------------------- | ----------------- | -------- | ---- |
| Copa Centroamericana de Concacaf | L. D. Alajuelense | Alajuela | 2023 |
| Copa Centroamericana de Concacaf | L. D. Alajuelense | Alajuela | 2024 |